# Gieorgij Bogatyriow
Gieorgij Aleksiejewicz Bogatyriow (ros. Георгий Алексеевич Богатырёв, ur. 1896, zm. 1937) – polityk Ukraińskiej SRR.

## Życiorys
Od 1919 należał do RKP(b), 28 lipca 1935 został ludowym komisarzem handlu wewnętrznego Ukraińskiej SRR, w 1937 był przewodniczącym Komitetu Wykonawczego Czernihowskiej Rady Obwodowej, od 3 czerwca do 30 sierpnia 1937 był zastępcą członka KC KP(b)U. W 1937 został aresztowany i następnie rozstrzelany podczas wielkiej czystki.